# درآمد (حسابداری)
درآمد (انگلیسی: Revenue) در حسابداری، عایدی است که یک شرکت از محل فعالیت‌های تجاری حاصل از فروش محصولات و  ارائه‌ی خدمات خود به مشتریان، کسب می‌کند. در پاره‌ای از موارد، به میزانِ فروش یا گردش مالی یک شرکت نیز درآمد گفته می‌شود، همچنین ممکن است به سود حاصل از محل کسب‌وکار شرکت اشاره داشته باشد، یا ممکن است به میزان پولی اطلاق گردد، که در طی یک دوره زمانی عاید شرکت می‌شود. در حسابداری شرکتی برای محاسبه سود یا سود خالص، میزان درآمد را از کل هزینه‌ها در یک دوره معین، کسر می‌نمایند. در ترازنامه‌های حسابداری، اغلب رقمِ درآمد در بالاترین ردیف از صورت سود و زیان درج می‌گردد. در مفهوم عام، درآمد عبارت است از سودی که یک سازمان به صورت نقدی یا معادل پول نقد، در طول یک دوره زمانی مشخص، دریافت می‌کند.